# Synagoge (Waldhilbersheim)

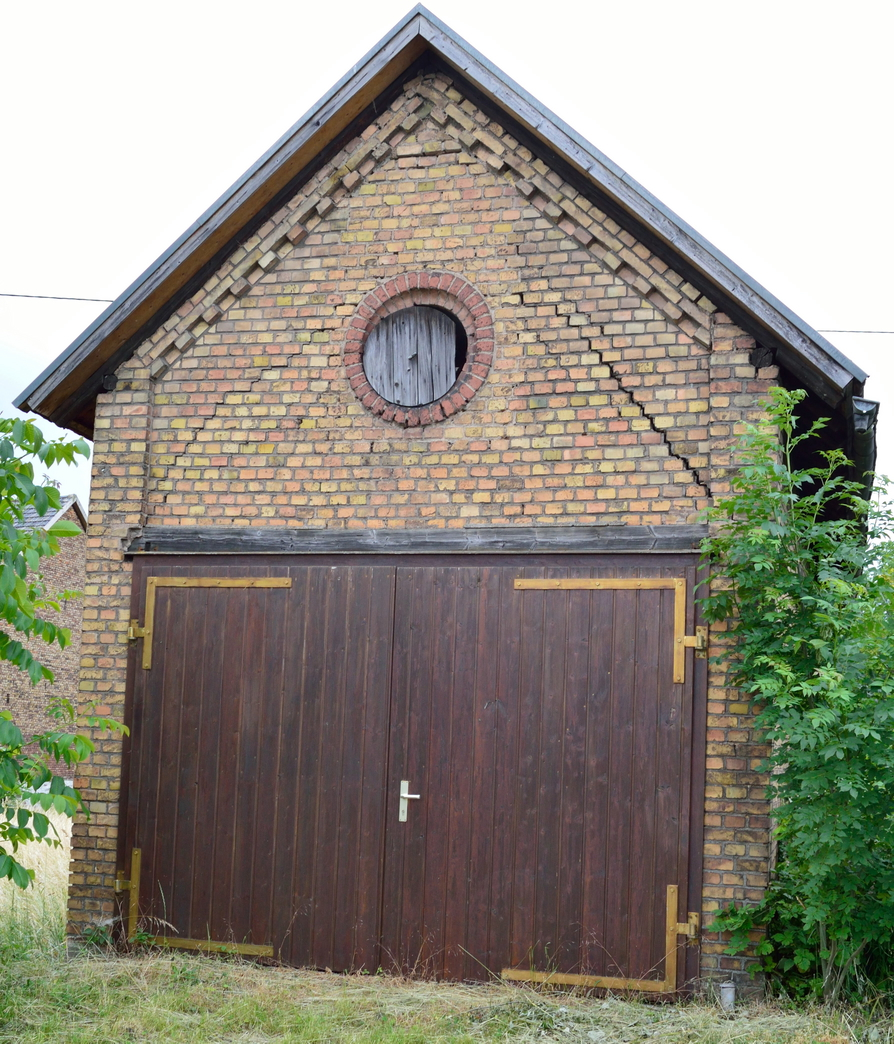
Ehemalige Synagoge in Waldhilbersheim

Die Synagoge in Waldhilbersheim, einem Dorf der Ortsgemeinde Guldental im Landkreis Bad Kreuznach in Rheinland-Pfalz, wurde 1910 errichtet. Die profanierte Synagoge befindet sich in der Naheweinstraße 83. Seit 1994 steht das Synagogengebäude unter Denkmalschutz.

## Geschichte und Beschreibung
Am 16. September 1910 wurde die Synagoge durch den Kreuznacher Bezirksrabbiner Abraham Tawrogi eingeweiht.
Bei der Synagoge handelt es sich um einen einfachen Saalbau mit Rundbogenfenstern. Ecklisenen und ein steigender Fries sind die dekorativen Elemente.
Beim Novemberpogrom 1938 wurde die Synagoge demoliert und geplündert. Im Januar 1939 wurde das Gebäude dem Eigentümer des Nachbargrundstücks verkauft. Seitdem wird es als Lagerraum bzw. als Garage benutzt. Zur Straßenseite hin wurde ein Tor eingebrochen.